# Senators de Thunder Bay
Les Senators de Thunder Bay sont une franchise professionnelle de hockey sur glace en Amérique du Nord qui évoluent dans la Colonial Hockey League. L'équipe était basée à Thunder Bay, Ontario, Canada.

## Historique
La franchise est créée en 1993 après le changement de nom des Thunder Hawks de Thunder Bay et joue en Colonial Hockey League jusqu'en 1996. Elle est ensuite renommée les Thunder Cats de Thunder Bay. 

### Saisons en CoHL
Note: PJ : parties jouées, V : victoires, D : défaites, N : matchs nuls, DP : défaite en prolongation, DF : défaite en fusillade, Pts : Points, BP : buts pour, BC : buts contre, Pun : minutes de pénalité
| Saison    | PJ | V  | D  | N  | DP | DF | Pts | Classement               | Séries éliminatoires        |
| --------- | -- | -- | -- | -- | -- | -- | --- | ------------------------ | --------------------------- |
| 1995-1996 | 74 | 36 | 26 | 12 | -  | -  | 84  | 2e place, division CoHLW | Défaite en finale           |
| 1994-1995 | 74 | 48 | 22 | 4  | -  | -  | 100 | 1e place, division CoHLE | Remporte la Coupe Coloniale |
| 1993-1994 | 64 | 45 | 15 | 4  | -  | -  | 94  | 1e place, division CoHLE | Remporte la Coupe Coloniale |